# Starîi Maidan, Radehiv
Starîi Maidan (în ucraineană Старий Майдан) este un sat în comuna Nîvîți din raionul Radehiv, regiunea Liov, Ucraina.

## Demografie
Componența lingvistică a localității Starîi Maidan
     Ucraineană (100%)
Conform recensământului din 2001, toată populația localității Starîi Maidan era vorbitoare de ucraineană (100%).